# انحراف چشم
هرگونه انحراف از هم‌راستایی صحیح چشم‌ها را لوچی یا چپ‌چشمی یا استرابیسم (به انگلیسی: Strabismus) می‌گویند. انحراف چشم عبارت است از عدم هماهنگی حرکت عضلات چشم یا عدم توانایی تمرکز بین دو چشم که باعث می‌شود چشم‌ها در جهات متفاوتی قرار بگیرند. این بیماری یکی از مشکلات شایع چشم پزشکی است و در ۴٪ موارد در گروه سنی اطفال و بزرگسالان دیده می‌شود.‌این بیماری یکی از مهم ترین بیماری ها در شاخه چشم پزشکی است.

## انواع استرابیسم
ممکن است یک یا هر دو چشم به داخل (چشم‌های ضربدری یا ایزوتروپی) یا خارج (چشم نهنگ یا اگزوتروپی) بچرخند. به ندرت انحراف چشمها به صورت بالا و پایین است. نوعی از انحراف چشم به صورت مخفی است و با حذف دید دو چشمی (بستن یک چشم) مشخص می‌شود که به استرابیسم مخفی یا هتروفوریا (Heterophoria) معروف است. استرابیسم آشکار را هتروتروپیا (Heterotropia) یا هتروتروپی می‌گویند. ایزوتروپی شایعترین نوع استرابیسم است.

## بینایی و مغز
در دید دو چشمی طبیعی، هر دو چشم به یک نقطه نگاه می‌کنند. بخش بینایی مغز، دو تصویر رسیده را به صورت یک تصویر سه بعدی ترکیب می‌کند. در استرابیسم وقتی یکی از چشم‌ها منحرف می‌شود، دو تصویر متفاوت به مغز ارسال می‌گردد. در یک کودک خردسال، مغز یادمی‌گیرد که تصویر چشم منحرف شده را نادیده گرفته و تنها تصویر چشم مستقیم یا چشم با دید بهتر را بپذیرد. این امر سبب از بین رفتن درک عمق و دید دو چشمی می‌شود. بالغینی که دچار استرابیسم می‌شوند چون مغز توانایی پذیرش یا دریافت تصویر هر دو چشم را دارد، دوبینی پیدا می‌کنند. استرابیسم در کودکان (دید تک چشمی) درصورت عدم درمان در نیمی از موارد منجر به آمبلیوپی (تنبلی چشم) می‌گردد.
هم‌راستایی چشم‌ها در بدو تولد کاملاً تکامل نیافته‌است. تکامل حقیقی چشم در ۴–۳ ماهگی خود را نشان می‌دهد ولی ممکن است در کودکی یا دیرتر رخ دهد لذا بررسی استرابیسم بعد از این سن قابل انجام است.

## علایم شایع
ناهماهنگی حرکات چشم‌ها (در بعضی موارد تنها در موقع نگاه کردن به جهت‌های خاصی قابل مشاهده است)، دوبینی (گاهی)، دید یک چشمی همراه با فقدان درک عمقی، خستگی چشم.

## علل استرابیسم
حرکت چشم به اطراف توسط شش عضله اطراف چشم و به دستور مغز کنترل می‌شود. عدم هماهنگی حرکتی از موارد زیر ناشی می‌گردد:
1. عدم توازن عضلات دور چشم
2. فقدان توانایی تمرکز یکسان در چشمها. مغز نمی‌تواند تصاویر دارای تمرکز متفاوت را بپذیرد لذا پیامهای حاصل از یک چشم را در نظر نمی‌گیرد. سرانجام چشم ضعیف‌تر بلااستفاده می‌شود و یک چشم «تنبل» یا آمبیلوپ ایجاد می‌گردد. (تنبلی چشم)
3. آسیب مغزی یا آسیب به سر مثلاً در تصادفات (نادر)
4. بروز ارثی انحراف چشم، MS، نشانگان داون، بیماری تیروئید (پرکاری گریوز)، تومور چشم یا مغز، سکته مغزی، فشار خون، دیابت، آسیب مغزی جنین مانند فلج مغزی، آسیب زایمانی، عوارض جراحی چشم مانند آب مروارید ممکن است موجب انحراف چشم شوند.

## عوارض استرابیسم
بدون درمان فوری ممکن است کاهش بینایی در یک چشم دایمی شود. از دست رفتن دید طبیعی در یک چشم و مسایل ناشی از زیبایی ظاهر از عواقب بیماری درمان نشده‌است. بسیاری از افراد با دید یک چشمی سازگار می‌شوند و تمامی فعالیت‌های خود را با یک چشم انجام میدهند. در این‌گونه موارد برای ورزش و سایر فعالیت‌ها از جمله جوشکاری که خطر آسیب چشمی دارند، باید از عینک محافظ استفاده کرد. 
تشخیص با توجه به شرح حال طبی و معاینه فیزیکی است و ممکن است شامل آزمون‌های تیزبینی، معاینه شبکیه، معاینه کامل عصبی و آزمونهای عضلانی باشد.

## درمان
درمان استرابیسم مشابه درمان آمبلیوپی بوده و هدف از درمان، بهبود بینایی و به دست آوردن بهترین دید ممکن، زیبایی ظاهری، ایجاد بهترین جهت برای چشمها و رسیدن به دید دوچشمی می‌باشد.
درمان شامل تجویز عینک تک دید و در برخی موارد دو دید، بستن چشم قوی‌تر برای تصحیح عدم توازن تمرکز (که باعث می‌شوند چشم ضعیف‌تر به کار بیفتد)، تجویز منشور، بینایی درمانی، تمرینات مربوط به عضلات چشم، سم بوتولینیوم (تنها در بزرگسالان) یا جراحی برای تصحیح وضعیت عضلات چشم باشد.
در هنگام جراحی میزان نیروی عضلات در یک یا دو چشم تنظیم می‌شود. مثلا در جراحی ایزوتروپی، ممکن است عضله داخلی محکم‌تر را از چشم جدا نموده و مقداری عقب‌تر دوباره به چشم وصل نمایند. این کار اثر کِشنده عضله را تضعیف نموده و امکان چرخش چشم به سمت خارج را فراهم می‌سازد. بعضی اوقات نیز می‌توان برای تسهیل حرکت چشم به سمت خارج، عضله خارجی را کوتاه‌تر نموده و بدین ترتیب نیروی کِشنده آن را افزایش داد. در صورت نیاز نوزاد توصیه می‌شود جراحی اصلاحی استرابیسم هر چه سریع‌تر صورت گیرد. 
جراحی در بزرگسالان فقط برای زیبایی ظاهری مناسب است، مگر آنکه پس از بینایی درمانی صورت گیرد. تزریق سم بوتولینیوم به عضله منقبض شده در برخی موارد میتواند کارساز باشد.
گاهی پزشک برای درمان، کمتر بسته نگه داشتن چشم را تجویز می‌کند و همواره بهترین کار انجام دستورهای پزشک است.